# Neurofisiologia clínica
A Neurofisiologia Clínica é uma especialidade médica, sub-especialidade da Neurologia.

## Atividade
Usa os exames complementares de diagnóstico em neurologia para fazer uma avaliação  do funcionamento do sistema nervoso central e  sistema nervoso periférico. Usa os métodos de registro das atividades bioelétricas, espontâneas ou provocadas. Englobando a pesquisa sobre a fisiopatologia, juntamente com os métodos clínicos utilizados para diagnosticar doenças que envolvam tanto o sistema nervoso central ou periférico. Exames no campo da neurofisiologia não estão limitados apenas a testes realizados em laboratório, ou a uma simples consulta em consultórios. Os testes realizados tem a finalidade de efetuar medições das funções elétricas do cérebro, medula espinhal, nervos periféricos e placa neuromuscular. Podendo dar-nos a definição precisa do local, o tipo ou o grau da lesão, junto com a revelação das anomalias que estão sendo analisadas.
Hospitais que têm neurologistas e neurocirurgiões tendem a abrigar departamentos de neurofisiologia clínica. Normalmente, estes tendem a ser hospitais maiores, capazes de empregar unidades de pessoal mais especializadas. Nos hospitais que possuem instalações de neurofisiologia clínica, as principais modalidades diagnósticas empregadas incluem:
- Eletromiografia e estudos de condução nervosa: Estes testes diagnósticos do sistema nervoso periférico, são especialmente úteis na avaliação de doenças dos músculos, nervos e raízes nervosas. Registra a atividade elétrica dos músculos e a passagem deles ao longo dos nervos dos membros. A maioria dos distúrbios neuromusculares que ocorrem enquadram-se em um dos dois tipos de categorias, morfológicas ou fisiológicas, que podem ser vistas dentro da unidade motora. Esses distúrbios podem ser agudos ou ter uma natureza de desenvolvimento lento.
- Eletroencefalografia: Teste de diagnóstico dos ritmos talamocorticais (ondas cerebrais), útil na avaliação de convulsões e várias anormalidades do sistema nervoso central. Isso é feito conectando-se os eletrodos na superfície do couro cabeludo para registrar as correntes do córtex cerebral.
- Potenciais evocados: Teste diagnóstico que avalia tratos específicos do sistema nervoso central e periférico. Pode incluir potenciais evocados visuais, auditivos ou somatossensitivos. Eles registram as respostas elétricas do cérebro e da medula espinhal à estimulação dos sentidos.
- Polissonografia: um tipo de estudo do sono empregado para diagnosticar transtornos associados ao comportamento anormal do sono.
- Monitorização intraoperatória: atendendo tanto pacientes ambulatoriais como internados.